# Jabłoń-Piotrowce
Jabłoń-Piotrowce – wieś w Polsce położona w województwie podlaskim, w powiecie wysokomazowieckim, w gminie Nowe Piekuty.
Zaścianek szlachecki Piotrowce należący do okolicy zaściankowej Jabłonia położony był w drugiej połowie XVII wieku w powiecie brańskim ziemi bielskiej województwa podlaskiego. W latach 1975–1998 miejscowość administracyjnie należała do województwa łomżyńskiego.
Wierni kościoła rzymskokatolickiego należą do parafii św. Apostołów Piotra i Pawła w Jabłoni Kościelnej.

## Historia wsi
Wieś założona prawdopodobnie na przełomie XV i XVI w. przez Piotra z rodu Jabłońskich. Wraz z innymi wsiami tworzyła okolicę szlachecką Jabłoń wzmiankowaną w XV w.. Wsie rozróżnione drugim członem nazwy.
Spis wojskowy z 1528 r. wymienia 2 rycerzy: Jana Petrowicza z Małkoni i Tworko Petrowicza. W 1580 dziedziczyli tu: Jakub Stawierej (1/2 włóki), Stanisław Kostro (1 włóka), Stanisław Moczydło (2 włóki i 22 morgi), Jurga Kostro (1/2 włóki).
W XVII w. Piotrowice. Spis podatkowy z roku 1673 wymienia Stanisława Płońskiego, viceregenta ziemskiego bielskiego.
W I Rzeczypospolitej miejscowość należała do ziemi bielskiej.
W roku 1827 wieś liczyła 31 domów i 170 mieszkańców. Pod koniec XIX w. należała do powiatu mazowieckiego, gmina Piekuty, parafia Jabłoń. Domów 29, grunty rolne w pszennej glebie o powierzchni 388 morg.
Na przełomie XIX i XX w. na 31 gospodarstw 30 należało do drobnoszlacheckich właścicieli. Uprawiano wtedy 232 ha ziemi. Przeciętne gospodarstwo liczyło prawie 6 ha.
W czasie spisu powszechnego z 1921 r. naliczono 26 domów i 164 mieszkańców.
W roku 2008 wieś liczyła 25 domów i 126 mieszkańców.